# Henrique Pagnoncelli
Henrique Pagnoncelli (Erechim, 30 de julho de 1913 — Rio de Janeiro, 16 de setembro de 1974) foi um advogado e político brasileiro.
Filho de Saule Pagnoncelli, rico imigrante italiano dono de empresas ligadas à moagem de trigo e de frigoríficos, e de Vincenza Pagnoncelli, também italiana. Casou com Deliza de Paola Pagnoncelli, com quem teve sete filhos.
Foi eleito deputado federal pelo Rio Grande do Sul nas eleições de outubro de 1950, pelo Partido Trabalhista Brasileiro (PTB), assumindo o mandato em fevereiro do ano seguinte. Nas eleições de outubro de 1954 tornou a candidatar-se a deputado federal pelo Rio Grande do Sul, obtendo apenas uma suplência. Concluiu seu primeiro mandato em dezembro de 1954 e voltou a ocupar uma cadeira na Câmara Federal em janeiro de 1956, de setembro a novembro de 1957 e de fevereiro de 1958 a janeiro de 1959, quando, ao final da legislatura, abandonou definitivamente a Câmara dos Deputados.